# Dusan Novakov

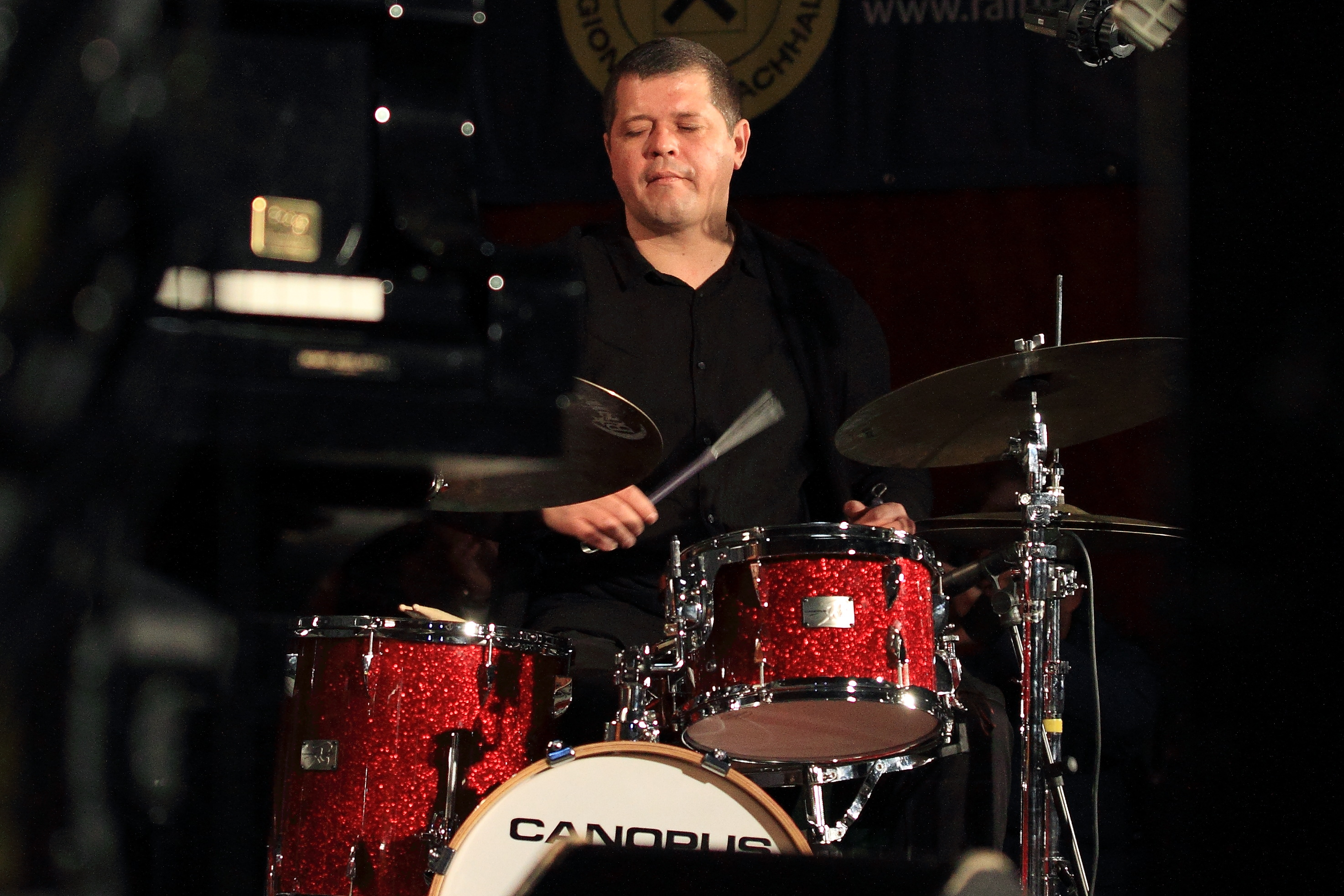
Dusan Novakov mit Azar Lawrence „Tribute to McCoy Tyner“ auf dem INNtöne Jazzfestival, 2016

Dusan Novakov (* 1970 in Pančevo als Dušan Novakov) ist ein serbischer Schlagzeuger und Perkussionist des Modern Jazz.

## Leben und Wirken
Novakov besuchte zwischen 1986 und 1988 das Jazzseminar in Grožnjan und nahm Unterricht bei Reggie Workman. 1989 zog er nach Graz, wo er an der Hochschule für Musik und darstellende Kunst studierte; nach einem Jahr in Rotterdam absolvierte er 1998 seinen Master. 
Novakov gehörte seit 1991 zum Trio von Karlheinz Miklin, mit dem er Aufnahmen mit Mark Murphy veröffentlichte. Weiterhin trat er mit Oliver Lake, George Cables, Dick Oatts, Don Menza, Kirk Lightsey, Michele Hendricks, Toninho Horta, Dusko Goykovich, Valery Ponomarev, Andy Bey, Bread Lealy, Karl Ratzer, Timna Brauer und Elias Meiri Ensemble, Fernando Correa, Fritz Pauer, der Berndt Luef Big Band Graz, Frank Lacy, Gregory Porter, Michaela Rabitsch/Robert Pawlik und Andy Middleton auf. Auch gehörte er zur Blue Brass von Paul Zauner, mit der er zwei Alben vorlegte. 2010 gründete er gemeinsam mit Oliver Kent und Uli Langthaler das Trio Triple Ace, das 2012 seine erste CD veröffentlichte. Tom Lord zufolge war er zwischen 1995 und 2017 an 50 Aufnahmen im Bereich des Jazz beteiligt.